# Limbus (Technik)
Der Limbus (lateinisch der Streifen, womit etwas eingefasst oder umgeben wird, Rand, Saum, Umgrenzung; auch als Gradkreis oder Gradring bezeichnet) ist bei Messinstrumenten ein in Grade geteilter Bogen oder Teilkreis, auf dem die Größe des zu messenden Winkels oder Bogenmaßes abgelesen wird. 
Er ist Bestandteil von Instrumenten zur Messung von augenscheinlichen bis mikrometergroßen Abständen. Er kann eine gezahnte Peripherie aufweisen, an denen Mikrometerschrauben mit definiertem Gewinde durch damit genau bestimmten Umdrehungsschub Bruchteile der Gradeinteilung zählen lassen.